# Vista Rock

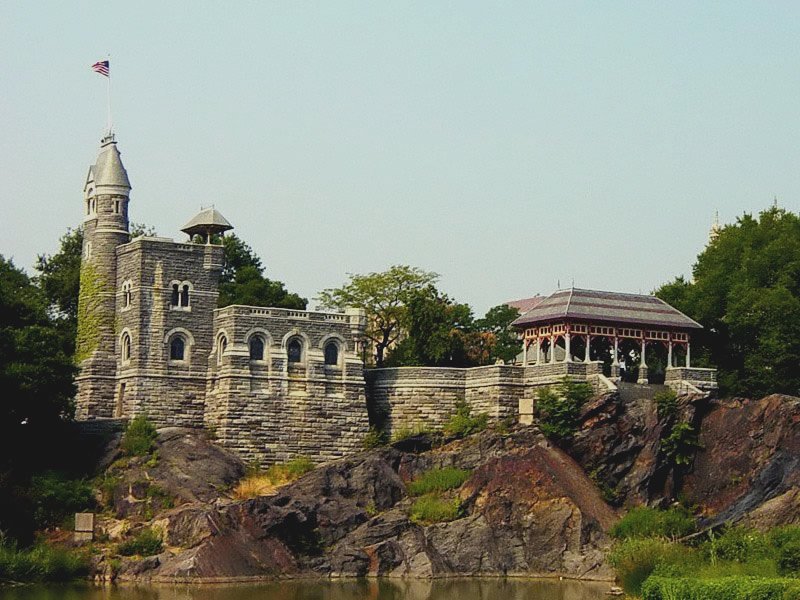
Belvedere Castle et Vista Rock

Vista Rock (littéralement, « le Rocher du Panorama ») est un rocher de Central Park, à Manhattan, New York, États-Unis. Fait de schiste, il est avec Summit Rock l'une des formations naturelles les plus élevées du parc, puisqu'il culmine à 130 pieds, c'est-à-dire environ 40 mètres. Situé approximativement au centre de Central Park, Vista Rock surplombe et offre donc une vue dégagée sur Turtle Pond, the Great Lawn et le Delacorte Theater. En 1867, un des concepteurs de Central Park, Calvert Vaux, décida de mettre en valeur le rocher en construisant Belvedere Castle sur son sommet. 